# Pellenes univittatus
Pellenes univittatus là một loài nhện trong họ Salticidae.
Loài này thuộc chi Pellenes. Pellenes univittatus được Lodovico di Caporiacco miêu tả năm 1939.